# Christophe Profit
Christophe Profit (15 febbraio 1961) è un alpinista e guida alpina francese.
È uno dei più forti alpinisti francesi degli anni '80. È famoso soprattutto per il concatenamento delle tre grandi pareti nord delle Alpi, Grandes Jorasses, Eiger e Cervino, effettuato per la prima volta nell'arco di 24 ore il 25 luglio 1985 e per la prima volta in invernale il 12 e 13 marzo 1987, in 40 ore e 54 minuti. Ha inoltre aperto una nuova via sul K2 insieme a Pierre Béghin lungo lo spigolo nord-ovest.

## Biografia
Originario della Normandia inizia ad andare in montagna durante le vacanze con la famiglia a Saint-Gervais nell'Isère. Si avvicina all'arrampicata a sedici anni sulle falesie della Senna a Connelles e a La Roque. Nel 1982 svolge il servizio militare a Chamonix presso il Groupe Militaire de Haute Montagne (GMHM). Dopo la leva obbligatoria estende la sua permanenza nel gruppo di un altro anno. In questi due anni compie una intensa attività alpinistica sul Monte Bianco. Nel 1986 diviene anche guida alpina.
Il 30 giugno 1982 balza agli onori della cronaca per aver salito la via Diretta Americana all'Aiguilles du Dru in free solo in tre ore e dieci minuti.
Il 25 luglio 1985 realizza per primo il concatenamento in 24 ore in solitaria delle tre grandi pareti nord: Cervino, Eiger e Grandes Jorasses.
1. Alle ore 0:00 del 25 luglio attacca la Via Schmid del Cervino e ne raggiunge la cima quattro ore dopo. Scende per la Cresta dell'Hörnli, quindi un elicottero lo trasporta alla base della parete nord dell'Eiger.
2. Attacca la Via Heckmair alle 9:05 e alle 15:50, 6 ore e 45 minuti dopo, è in vetta all'Eiger. Scende a piedi e riparte alle 18:00 con un elicottero per l'ultima parete, le Grandes Jorasses.
3. Ormai è tardi per lo sperone Walker, quindi Profit opta per la via del Linceul. Inizia alle 18:50 e alle 23:30 raggiunge la Cresta des Hirondelles. Si ferma un'ora e alle 01:45 è in vetta.

Il 12 e 13 marzo 1987 ripete il concatenamento ma questa volta in invernale e in 40 ore e 54 minuti. L'ordine delle pareti è invertito rispetto al 1985.
1. Alle ore 0:00 del 12 marzo parte con gli sci verso l'attacco dello Sperone Croz. Inizia a scalare alle 3:30 e alle 9:30 è in cima alle Grandes Jorasses. Discende con il parapendio fino a Courmayeur e da qui in auto torna a Chamonix. Quindi un elicottero lo porta alla base dell'Eiger.
2. Attacca la Via Heckmair alle 18:00 e prosegue fino alla rampa obliqua. La parete è in condizioni difficili perché molto carica di neve. Le pile della frontale inoltre si esauriscono in fretta ed è costretto al bivacco. La mattina dopo alle prime luci riparte e alle 9:30 è in vetta all'Eiger. Un forte vento gli impedisce la discesa in parapendio quindi alle 11:00 un elicottero lo riporta alla base. Dopo un po' di riposo sempre in elicottero si trasferisce alla partenza del Cervino.
3. Attacca la Via Schmid alle 14:30 e alle 20:25 del 13 marzo è in vetta al Cervino.

Continua a praticare il lavoro di guida alpina e anche su vie impegnative: il 9 aprile 2007, a 46 anni, ha festeggiato la decima salita con un cliente della parete nord dell'Eiger.

## Salite sulle Alpi
Nel seguente elenco sono riportate alcune delle salite più significative di Christophe Profit sulle Alpi.
- Ginat - Les Droites - Salita record in 2h:30, tempo poi migliorato da Ueli Steck nel 2010[6]
- Couloir nord - Aiguilles du Dru - 1980 - Salita in 4h:30
- Profiterole - Clocher du Tacul - 1980 - Prima salita con Jean-Marc Boivin[7]
- Caprice des Diables - Clocher du Tacul - 1981 - Prima salita con Jean-Marc Boivin[7]
- Yosemitac Ethics - Clocher du Tacul - 1981 - Prima salita con Jean-Marc Boivin[7]
- Diretta Americana - Aiguilles du Dru - 30 giugno 1982 - Salita in free solo in 3h:10[3]
- Nord Droites, Aiguille de Talèfre, Linceul - 1983 - Concatenamento in solitaria in 22 ore. Ha salito la via Cornuau-Davaille sulle Droites in circa tre ore, la nord dell'Aiguille de Talèfre in due ore, il Linceul in tre ore e mezza. Tutti gli spostamenti sono stati effettuati a piedi o con gli sci.[8]
- Hypercouloir del Brouillard - Monte Bianco - 11-12 gennaio 1983 - Seconda ascensione e prima invernale con Eric Escoffier e Pierre Royer[9]
- Direttissima Americana - Aiguilles du Dru - 22 luglio 1983 - Prima salita in libera con Eric Escoffier e una seconda cordata con Thierry Renault e Pascal Etienne della via di John Harlin e Royal Robbins del 1965[10]
- Petit Viking - Pointe du Domino - 1984 - Prima salita con la moglie Sylviane Tavernier e Dominique Radigue[11]
- Cresta integrale di Peuterey - Gruppo del Peuterey - 17-18 febbraio 1984 - Prima solitaria invernale in 32 ore.[12]
- Hypercouloir del Brouillard - Monte Bianco - 10 marzo 1984 - Prima solitaria[9]
- Quattro Piloni del Freney - Monte Bianco - 19 luglio 1984 - Concatenamento in giornata del Pilone Nord, Pilone Centrale, Pilone Nascosto e Pilone Sud con Dominique Radigue. I due hanno salito il Pilone Nord in 4h:30, la via Jöri Bardill al Pilone Centrale in cinque ore, il Pilone Nascosto in due ore e hanno concluso con il Pilone Sud.[13]
- Grand Pilier d'Angle, Pilone Centrale del Freney, Cresta dell'Innominata - Monte Bianco - 22 luglio 1984 - Concatenamento in giornata con Thierry Renault della parete nord del Grand Pilier d'Angle, delle vie Jöri Bardill e classica sul Pilone Centrale e della cresta dell'Innominata.[14]
- Via Heckmair - Eiger - 1º marzo 1985 - Prima solitaria invernale in giornata, in dieci ore[15]
- Cervino, Eiger e Grandes Jorasses - 25 luglio 1985 - Concatenamento delle tre pareti nord in 24 ore
- Grandes Jorasses, Eiger e Cervino - 12-13 marzo 1987 - Concatenamento delle tre pareti nord in invernale in 40 ore e 54 minuti
- Cresta integrale di Peuterey - Gruppo del Peuterey - 10-11 febbraio 1989 - Salita effettuata in 19 ore: Profit ha attaccato l'Aiguille Noire de Peuterey alle 14 del 10 febbraio, e ha raggiunto la vetta del Monte Bianco alle 9 di mattina del giorno successivo.[16]

## Salite himalayane

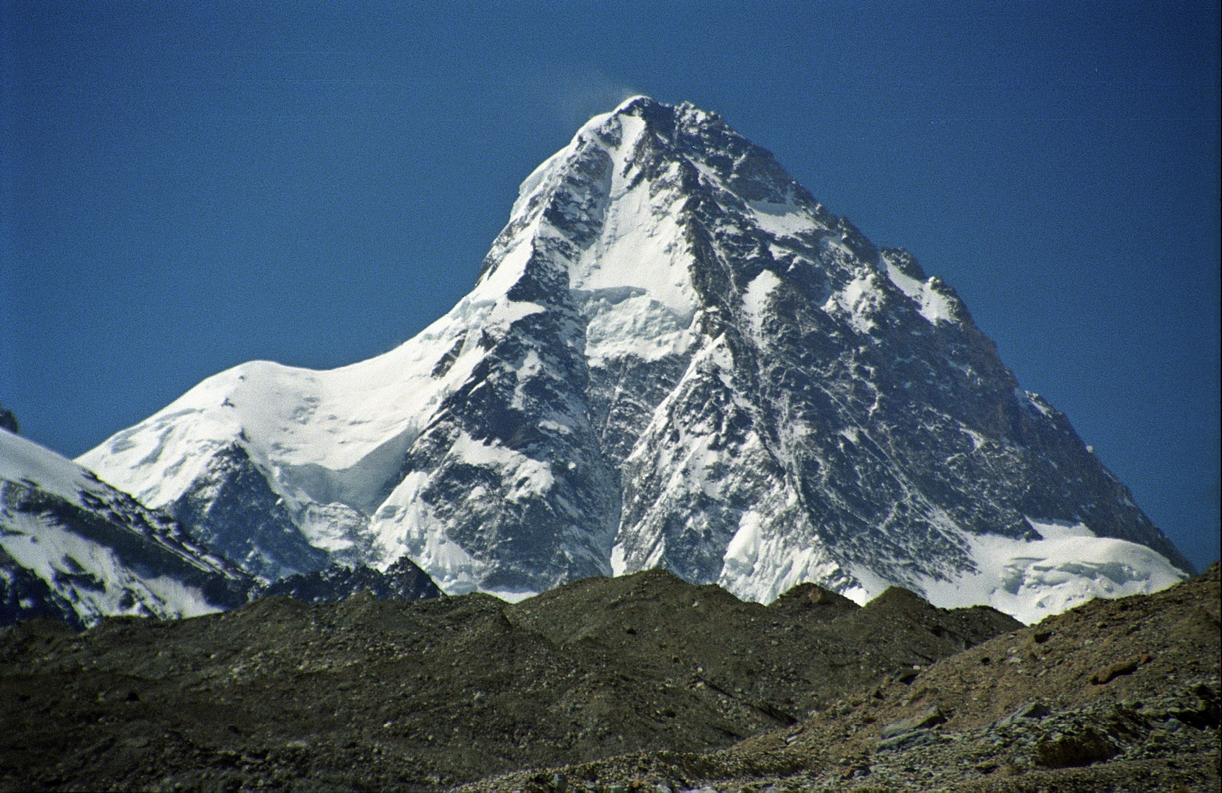
La parete nord del K2: la via di Profit e Béghin sale lungo lo spigolo nord-ovest, in diagonale da destra verso la vetta nella foto.

- Lhotse - 1989 - Tentativo della parete sud in solitaria invernale
- Lhotse - 08/1990 - Tentativo della parete sud con Pierre Béghin
- K2 - 08-15 agosto 1991 - Prima salita dello spigolo nord-ovest con Pierre Béghin[2]

## Filmografia
- Christophe - 1985 - Regia di Nicolas Philibert - Produzione Maison du Cinema de Grenoble - 28'[17][18]
- Christophe Profit - 1987 - Realizzato da Nicolas Philibert - Produzione Les Films D'Ici - 53'[19]